# 618
Cette page concerne l'année 618  du calendrier julien. Pour l'année 618 av. J.-C., voir 618 av. J.-C.
L'année 618 est une année commune qui commence un dimanche.

## Événements
- 10 avril : un coup d’État renverse la dynastie Sui[1].
  - Li Shimin (597-649) convainc par ruse son père Li Yuan (566-635), comte de Tang et gouverneur militaire au Shanxi, de prendre les armes pour rétablir l’ordre. Jangdi et son fils se font massacrer par un coup d’État militaire en avril. Li Yuan assume la régence au nom du dernier Sui puis le dépose quelques mois plus tard à l’instigation de Li Shimin et fonde la dynastie des Tang. Il prend la capitale Chang'an. Li Shimin à la tête de 60 000 hommes part pacifier la Chine (618-622)[2].
- 18 juin : début du règne de Li Yuan (Gaozu), fondateur de la dynastie des Tang (fin en 907)[3].
- Août :  suppression du privilège des pains gratuits liés à la domiciliation à Constantinople[4].

- Prise de Péluse, clé de l'Égypte, par les Perses[5].

## Décès en 618
- 8 novembre : Adéodat Ier, pape[4].
- Kevin de Glendalough.